# 小林虎之介
小林虎之介（日语：／ Kobayashi Toranosuke、1998年2月12日—），日本男演員，出生於岡山縣 ，隸屬於PINUPS artist事務所。

## 簡歷
2021年1月14日，讀賣電視台週四連續劇 《江户小姐~愛在令和~》第二集客串出演，演員出道。
2023年3月24日，首次出演電影《我的畢業 -第4季-「18歲、編織未來」》。同年10月15日，在TBS周日劇場《下剋上球兒》首次正式出演電視連續劇。 
2024年4月13日，出演富士電視台《PICU 兒童加護病房 特別篇2024》。同年7月3日，與中澤元紀共同主演東京電視台《聽見向陽之聲》，這是他首次在連續劇中擔任主角。
2025年初，先後獲得第28回日刊體育日劇大賞秋季電視劇「助演男優賞」（『宇宙漂浮教室』）及第34回TV LIFE年度日劇大賞「新人賞」（『聽見向陽之聲』）。

## 人物
- 爱好：看棒球、騎自行車、散步[7]、登山、閱讀[8]
- 特长：棒球、游泳[7]、書法、仰臥起坐[9]

棒球經歷
自小學一年級到高中三年級，棒球經驗12年。
直到初中都在打壘球，擔任過內外野與投手，打擊部分為右打者(從小學到初中二年級曾經練過一段時間雙打，但當時左打不算很好)；升上高中後開始打硬式棒球，據本人稱因為硬式棒球被打中感覺很痛，捕手位置有防護具感覺比較安全，轉而擔任捕手位置。
電視劇《下剋上球兒》甄選會時，因其出色的棒球實力與安定的演技而入選。劇情安排中需要較多左打擊者，劇組左撇子演員不足，重新拾起左打特別訓練，在拍攝過程中亦擊出過全壘打，但因不符合劇情走向並未收錄，本人可稱為二刀流打擊手。
在劇中飾演角色位置，為捕手與左打擊。

## 演出作品

### 電視劇
- 江戶小姐~愛在令和~ 第2集（2021年1月14日，讀賣電視台・日本電視台）
- 今野敏懸疑劇 警視廳強行犯系：樋口顯 第2集（2021年1月22日，東京電視台）- 飾演 淺野達郎
- 駐在刑事Season3 第6集（2022年2月25日，東京電視台）
- 家庭教師寅子 第2集（2022年7月27日，日本電視台）- 飾演 不良少年[11]
- 暴太郎戰隊Don Brothers 第22集（2022年7月31日，朝日電視台）- 飾演 今村[12]
- DRAFT KING（日语：ドラフトキング） 第1集・第2集（2023年4月8日、4月15日，WOWOW）- 飾演 興梠直哉
- 妝紅生活 第4集（2023年8月15日，日本電視台）- 飾演 學生
- 遺留搜查特别篇（2023年9月21日，朝日電視台）- 飾演 赤星宗介[13]
- 下剋上球兒（2023年10月15日 - 12月17日，TBS）- 飾演 日冲壯磨[2]
- PICU 兒童加護病房 特別篇2024（2024年4月13日，富士電視台）- 飾演 瀨戶廉[3]
- 王牌女行員花咲舞 第三季 第3集（2024年4月27日，日本電視台）- 飾演 坂野元[14]
- Double cheat 虛假警官 Season1 第2集（2024年5月3日，東京電視台/WOWOW）- 飾演 岡田悠真[15]
- 約定～第16年的真相～ 第7集・第8集（2024年5月23日・30日，讀賣電視台・日本電視台）- 飾演 麻生剛[16]
- 聽見向陽之聲（2024年7月4日 - 9月19日，東京電視台）- 主演・佐川太一（與中澤元紀雙主演）[17]
- 宇宙漂浮教室（2024年10月8日 - 12月10日，NHK）- 飾演 柳田岳人[18]
- 遺產偵探 第7集・第8集（2025年3月8日・15日，日本電視台）- 飾演 島田正樹[19]
- 愛在黑暗中（2025年4月16日 - 6月18日，日本電視台）- 飾演 木下晴道[20]
- 從奪走你的那天起 第6集 - 第8集 （2025年5月26日 - 6月9日，關西電視台・富士電視台）- 飾演 柊大地
- 風，帶有香氣（2026年度前期播放〈予定〉，NHK）- 飾演 竹内虎太郎[21]

### 網路劇
- 假面騎士BLACK SUN（2022年10月28日、Amazon Prime Video）- 飾演 怪人[22]
- 警部補大魔神 第2集（2023年7月14日，TELASA）

### 廣播劇
- FM劇場「今夜星辰與海浪之間」（2024年3月9日，NHK-FM）[23]
- FM劇場「晚上學校燈火通明」（2025年2月15日，NHK-FM）- 飾演 颯太[24]

### 電影
- 我的畢業 -第4季-「18歳、編織未來」（2023年3月24日，The icon）- 飾演 藤井大和[25]
- 生之意義 IKIGAI（2025年7月11日公開，Suurkiitos）- 飾演 青年志工[26]
- 雪風 YUKIKAZE（2025年8月15日公開〈予定〉，索尼影視娛樂・萬代南夢宮影像製作）- 飾演 久保木誠[27][28]

### 舞台劇
- S.H.Produce「如你所願 -AS YOU LIKE IT-」（2021年4月22日 - 26日，下落合TACCS1179）[29]
- 劇團Chari-T企劃第34回公演「絕對不會生氣!?」（2022年5月18日、22日，下北澤・站前劇場）[30]

### 電視節目
- 戀愛心機又怎樣？「Azato連續劇」（2021年2月13日、10月23日、9月18日、2022年4月3日，朝日電視台）
- 那本書、你讀過了嗎？ 第46集（2025年3月6日，BS）[31]
- 沸騰字10（2025年4月25日，日本電視台）[32]
- 有吉研討會 SP（2025年4月28日，日本電視台）[33]

### CM
- Menicon WEB-CM 情侶 EYE Tuber - 飾演 ひーちゃん（2020年）
- 史克威爾艾尼克斯「復活邪神 Re-Universe」三周年紀念TVCM（浪漫沙加學院篇） - 飾演 蘇比耶（2021年）
- 直播應用程式「Pokocha」WEBCM（2021年）
- 手機游戲RPG「勇者鬥惡龍 戰略指揮家」 - 飾演 天空的勇者・ソロ（2023年）
- MIDORI安全「解決方案！MIDORI醬」（回收篇）TVCM（2023年）
- 佐藤製薬「Ringl IB α200」（煩惱去除篇）（2023年）

### 其他
- 【PINUPS plus+ YouTube企劃第二彈】短劇「Colorful and A+dorable」（2020年12月23日配信）[34]
- 超短篇作品「有你在的海邊」（2022年3月25日配信）[35]

## 書籍

### 寫真集
- 小林虎之介1st寫真集『冬麗』（2025年5月16日發售，KADOKAWA）[36]ISBN2 978-4-0489-7839-2

## 獎項
2024年
- 第28回日刊體育日劇大賞 秋季電視劇 助演男優賞（『宇宙漂浮教室』）[37]

2025年
- 第34回TV LIFE年度日劇大賞 新人賞（『聽見向陽之聲』）[38]

## 備註

## 外部連結
- 小林虎之介的官方網站 （页面存档备份，存于）
- 小林虎之介的官方Fan Club網站 （页面存档备份，存于）
- 小林虎之介的Instagram帳戶
- 小林虎之介STAFF【公式】的X（前Twitter）帳戶 （页面存档备份，存于）